# 瓦店镇 (临泉县)
瓦店镇，是中华人民共和国安徽省阜阳市临泉县下辖的一个乡镇级行政单位。

## 行政区划
瓦店镇下辖以下地区：
瓦店村、房庄村、侯寨村、大林村、侯庄村、李盘村、桥口村、郑卞村、黄大村、吴庄村、肖坡村和大张村。